# Science
Science (termo em ingl. usado para designar ciências naturais, sociais e formais em geral), também amplamente referida como Science Magazine, é uma revista científica publicada pela Associação Americana para o Avanço da Ciência (em inglês:  American Association for the Advancement of Science — AAAS), considerada, ao lado da Nature, uma das revistas acadêmicas mais prestigiadas do mundo. Seus artigos são submetidos ao processo de revisão paritária e foi publicada pela primeira vez em 1880. A publicação tem uma base de assinantes da versão impressa de cerca de 130 mil pessoas, mas como as assinaturas institucionais e o acesso on-line alcançam um público maior, o seu número de leitores estimado é de 570 400 pessoas.
O principal foco da revista é publicar importantes de investigações científicas originais e de comentários de pesquisas, mas a Science também publica notícias, opiniões sobre a política de ciência e outros assuntos de interesse de cientistas e outros que estão preocupados com as amplas implicações da ciência e da tecnologia. Diferentemente da maioria dos periódicos científicos, que incidem sobre um campo específico, a Science e sua rival Nature cobrem toda a gama de disciplinas científicas. De acordo com o Journal Citation Reports, fator de impacto da revista foi de 34,661.
Embora seja a revista da AAAS, participar da associação não é obrigatório para ter um artigo publicado na revista, que são aceitos a partir de autores de todo o mundo. A concorrência para publicar uma pesquisa na revista Science é muito intensa, visto que um artigo publicado na revista é altamente citado e pode levar a atenção e progressão da carreira de seus autores. Menos de 7% dos artigos submetidos são aceitos para publicação. A Science é baseada em Washington, D.C., Estados Unidos, mas mantém um segundo escritório em Cambridge, no Reino Unido.

## História
A Science foi fundada em Nova Iorque por John Michaels em 1880 com apoio financeiro de Thomas Edison e posteriormente de Alexander Graham Bell. Inicialmente, porém, não teve muito êxito e acabou por terminar a publicação em março de 1882. Um ano depois, o entomólogo Samuel H. Scudder recupera a revista alcançando um maior renome ao cobrir as reuniões das sociedades científicas americanas, incluindo a AAAS. Em 1884 a revista tem de novo problemas financeiros e foi vendida ao psicólogo James McKeen Cattell por 500$. Por acordo entre Catelll e o então secretário da AAAS Leland O. Howard, a Science passou a ser o órgão de expressão da Sociedade Americana para o Progresso da Ciência em 1900. Durante os primeiros anos do século XX foram publicados na Science artigos como a descrição da genética da mosca-do-vinagre por Thomas Hunt Morgan, artigos de Albert Einstein sobre gravitação, ou sobre a nebulosa espiral de Edwin Hubble. Depois da morte de  Cattell em 1944 a propriedade da revista passou para a AAAS.
O maior objectivo da revista é a publicação de descobertas científicas recentes. A Science é também conhecida pelas suas science-related news, que é uma publicação sobre política científica e outros assuntos relacionados com a área das ciências e tecnologia. Cobre um amplo leque de disciplinas científicas, com especial incidência nas ciências da vida. Tem um factor de impacto em 2014 de 33,611 (medido pelo índice Thomson ISI).
Em 2007 esta revista foi galardoada com o Prémio Príncipe das Astúrias de Comunicação e Humanidades juntamente com a revista Nature.